# Jarcha
Jarcha (arab. خرجة jarŷa; wyjście lub koniec) – bardzo krótkie, kilkuwersowe teksty poetyckie zaliczane do kategorii poezji ludowej lirycznej, tworzone w Andaluzji w okresie dominacji arabskiej na Półwyspie Iberyjskim. Napisane w dialekcie hispanoarabskim (nazywanym też mozarabskim), stanowią najwcześniejsze przykłady liryki ludowej na terenie Półwyspu Iberyjskiego: pierwsze i najstarsze utwory pochodzą z początku XI wieku. Z tego względu zaliczane są do kanonu literatury hiszpańskiej (tzw.  z hiszp. Poesía Peninsular Primitiva).
Cechą charakterystyczną dla jarchas jest to, że nie stanowiły samodzielnego utworu; były to wersy końcowe umieszczone w większych kompozycjach poetyckich nazywanych moaxaja, zredagowanych w klasycznym arabskim, czasem także w hebrajskim. Także jarchas były zapisywane pismem arabskim. Pierwsze teksty jarchas zostały odkryte w 1948 r. przez hebraistę Samuela Miklosa Sterna. 
Temat jarcha stanowi miłość, a jej podmiotem lirycznym jest kobieta, która opowiada matce, siostrze lub przyjaciółkom o swych przeżyciach - najczęściej o tęsknocie, cierpieniach i niepokoju związanych z nieobecnością ukochanego, czasami też o radości z jego przybycia. Ma tu miejsce wyłącznie wyrażanie uczuć, brak odniesień do przyrody czy elementów narracyjnych.  

## Przykład
Fragment utworu autorstwa Jehudy Halewiego:
Romance → Hiszpański → Polski
| Des cand meu Cidiello vénid - !tan bona l-biśara! - como rayo de sol èxid en Wad-al-hayarara. | Cuando mi señor viene, - qué buenas albricias! - como un rayo de sol sale en Guadfalajara | Kiedy mój Pan przychodzi - cóż za szczęście! jak promień słońca nad Guadalajarą |